# Per Enoksson (musiker)
Per Anders Enoksson, född 8 maj 1961 i Augerum, Karlskrona, Blekinge, är en svensk violinist och professor.
Enoksson började sina violinstudier för Alice Goldschmid och fortsatte för Milan Vitek. Han avlade diplomexamen vid Det Kongelige Danske Musikkonservatorium 1982 och fortsatte sedan sina studier i USA vid Juilliard School of Music. Enoksson har varit solist med alla större skandinaviska symfoniorkestrar, bland annat Oslo filharmoniska orkester, Bergens filharmoniska orkester, Stavangers symfoniorkester, Sveriges Radios symfoniorkester, Göteborgs Symfoniker, Malmö symfoniorkester, Radions symfoniorkester och Danmarks Radios symfoniorkester. Han är pedagogiskt verksam som gästprofessor med ämnesansvar för violin vid Kungliga Musikhögskolans avdelning på Edsbergs slott samt som professor vid Högskolan för scen och musik vid Göteborgs universitet. Per Enoksson är förste konsertmästare i Göteborgs Symfoniker och spelar på en Stradivarius från 1697 och en Nicolas Lupot från 1798.
Den 15 maj 2012 invaldes Enoksson som ledamot av Kungliga Musikaliska Akademien.